# Pepee
Pepee ist eine türkische Kinder-3D-Zeichentrickserie. Zielgruppe der Serie sind Vorschulkinder. Vom Düşyeri-Zeichentrickfilmstudio produziert, läuft seit 2008 im Programm des Senders TRT-Çocuk. Seit 2014 werden neue Folgen auf Show TV gezeigt, TRT-Çocuk zeigt weiterhin zweimal täglich die alten Folgen. Dabei werden jeweils ein paar Folgen hintereinander gezeigt.
Ab 2015 erschienen neue Folgen auf dem Sender Planet Çocuk.

## Handlung
Die Serie dreht sich um die namensgebende Zeichentrickfigur Pepee, einen kleinen Jungen mit einer meist blauen Mütze. In den einzelnen Folgen lernt Pepee jeweils etwas, z. B. Farben, Formen, Jahreszeiten, Präpositionen, türkische Volkstänze.
Neben Dialogen insbesondere zwischen Pepee und Şuşu gibt es fast in jeder Folge mindestens ein thematisch passendes Lied, meist gesungen von Şuşu.

## Hauptfiguren
Pepee:
Die Hauptfigur, ein ca. vierjähriger Junge. Der Name Pepee stammt von einer in Anatolien gebräuchlichen Bezeichnung für Kinder mit Sprachschwierigkeiten.
Şuşu:
Die Erzählerin, die für den Zuschauer nicht sichtbar ist. Gesprochen wird sie von der Produzentin Ayşe Şule Bilgiç. Sie führt Dialoge mit den Kindern und Tieren, für die Erwachsenen scheint sie nicht zu existieren.
Şila:
Pepees altkluge Cousine. Sie kümmert sich oft um die Blumen in ihrem Garten.
Zulu:
Eine stumme pinkfarbene Giraffe. Wenn sie nicht gerade die Kinder unterhält, liegt sie entweder in einem Liegestuhl oder hängt Giraffenanzüge auf die Wäscheleine.
Bebe:
Pepees kleine Schwester, im Laufe der Serie feiert sie ihren zweiten Geburtstag.
Köpüş:
Der Hund in der Serie.
Maymuş:
Ein orangefarbener, kleiner Affe, der in einem Haus in einem Baum wohnt, mit einem Zug durch die Landschaft fährt und eine Vorliebe für Bananen hat.
Kalış:
Ein stummer Stift mit einem Gesicht, der der Erzählerin assistiert. Er kann Dinge erzeugen, indem er sie zeichnet.

## Nebenfiguren
Zu den Nebenfiguren gehört Eke, Şilas kleiner Bruder, Pepees und Şilas Eltern und die gemeinsamen Großeltern sowie Zulus sieben verschiedenfarbige Giraffengeschwister. In der Serie kommen noch weitere Tiere vor, die teilweise auf dem Bauernhof der Großeltern wohnen, u. a. die Kühe Kara und Sarı Möcük, das Schaf Mecik, des Weiteren Katzen, Marienkäfer, Schildkröten, Frösche und Ziegen.

## Synchronisation
| Rolle | Originalsprecher |
| ----- | ---------------- |
| Pepee | Yağız Alp Şimşek |
| Şuşu  | Ayşe Şule Kıraç  |
| Şila  | Meryem Atamaca   |
| Bebee | Iraz Elif Kıraç  |
| Nenee | Ayşe Şule Bilgiç |
| Dedee | Emre Törün       |
| Zezee | Nilay Bektaş     |
| Bibii | Mehmet Duran     |
| Mimii | Zeynep Yaşamul   |
| Duduu | Ece Sefertaş     |
| Kekee | Akın Cebeci      |
| Tutuu | Ali Cem Esenler  |

## Ähnlichkeiten mit Pocoyo
In den türkischen Medien wurde wiederholt über Ähnlichkeiten mit der spanischen Serie Pocoyo und einen Rechtsstreit mit deren Produktionsfirma Zinkia Entertainment berichtet.

Eine sprechende Pepee-Puppe

## Merchandising
Aufgrund der großen Popularität der Serie dient die Hauptfigur Pepee als Werbeträger für zahlreiche Produkte. TRT-Direktor İbrahim Şahin gab im August 2013 an, dass TRT 1.480.000 TL mit Lizenzverkäufen eingenommen habe.
TRT Çocuk veröffentlicht eine Kinderzeitschrift namens „Pepee dergisi“, von der monatlich über 100.000 Exemplare verkauft werden.
Die Firma Berko İlaç verkauft mit der Hauptfigur Pepee als Werbeträger Nahrungsergänzungsmittel.
Das Düşyeri-Studio vertreibt eine große Anzahl von lizenzierten Pepee-Produkten.